# Лобачёв, Юрий Павлович
Юрий Павлович Лобачев (серб. Ђорђе Лобачев, 4 марта 1909, Шкодер, Албания — 23 июля 2002, Санкт-Петербург, Россия) — югославский и советский художник-комиксист русского происхождения.

## Биография
Юрий Лобачев родился в Османской империи, в городе Скадре (ныне Шкодер, Албания), где его отец Павел Артемьевич Лобачёв был на службе как русский консул. Детство прошло на фоне Балканских войн, был крещен в городе Цетине. Далее жил в Косовска-Митровице, потом на острове Крит и в Салониках.
Революция застала семью в Каире, где отец получил место советника при дипломатической миссии. Из Каира путь привел в эмиграцию: сначала Лобачевы живут в Дубровнике, а после смерти отца в 1921 году переезжают в Воеводину, в город Нови-Сад, куда вдова перенесла прах мужа. В 1922 году от туберкулеза умирает мать и Юрия определяют в детский дом, откуда он, вместе с младшим братом, сбегает в Белград и поступает учиться в 1-ю русско-сербскую гимназию.
Для того, чтобы закончить гимназию и факультет (а он после окончания гимназии поступил на Факультет истории искусств в класс профессора В. Петковича), Юрию пришлось работать: быть разнорабочим, продавать книги, рисовать рекламные плакаты. Именно реклама ему и помогла — его заметили в редакции самой крупной сербской газеты «Политика» и предложили рисовать для них. Так Юрий оказался одним из первых художников в истории самой крупной на Балканах газеты и первым иллюстратором популярного журнала «Политикин забавник». Популярность Лобачева как художника привела к его необычайной востребованности: он сотрудничал со всеми специализированными журналами тогдашней Югославии, но успевал и работать в качестве иллюстратора, иллюстрируя учебники и издания очень популярной в то время серии детских книг «Золотая книга» (серб. Златна књига). В 1935 году вместе с сценаристом Вадимом Курганским Лобачёв (под псевдонимом "Джордже Стрип") создает первый югославский полнометражный комикс «Кровавое наследство». С тех пор активно рисует комиксы «Луч смерти», «Барон Мюнхгаузен», «Принцесса Ру», «Волшебник страны Оз», «Светлокосая авантюристка», «Белый призрак», «Сын шейха», «Властелин смерти», «Дубровский» и др. для журналов «Мика Миш», «Микијево царство» и «Политикин Забавник». В 1939-м комикс «Принцесса Ру» издается также во Франции в журнале «Aventures» под названием «Princesse Thanit».
В годы войны входил в организацию «Союз советских патриотов». 
14 июня 1949 года он был арестован и посажен в тюрьму, после трёх месяцев заключения был выслан вместе с семьей из Югославии. В 1949—1955 годах жил в Румынии: сначала в Сигету-Мармацией, затем в Бухаресте, впоследствии переехал в Ленинград, где и провёл свою оставшуюся жизнь, работая в творческом объединении «Боевой карандаш», выпуская карикатуры и стрипы для газет «Ленинградская правда», «Смена», и журналов «Костёр», «Искорка», «Мурзилка», возобновляя с середины 1960-х сотрудничество с югославскими журналами и газетами, а с 1970-х годов разрабатывая настольные игры. Лобачёв пишет приключенческие повести в виде книг-игр (примером может послужить «Остров тайн» 1968 г.) и иллюстрирует школьные учебники и научно-популярную литературу. Лобачев скончался в 2002 году в возрасте 94 лет. 
Сейчас в Белграде работает школа комикса, которая носит имя «Джордже Лобачев» (открылась ещё при жизни художника в 1996 году). А одна из улиц города носит его имя — улица Джордже Лобачева, и это первая в мире улица, носящая имя художника комиксов.
9 ноября 2011 года на российском телеканале «Культура» был показан биографический документальный фильм «Юрий Лобачёв. Отец русского комикса» (авторы Павел Фетисов и Душан Глигоров) о жизни Ю. Лобачёва. 